# Chilenana diverta
Chilenana diverta är en insektsart som beskrevs av Delong och Freytag 1967. Chilenana diverta ingår i släktet Chilenana och familjen dvärgstritar. Inga underarter finns listade i Catalogue of Life.